# Malcolm Champion
Malcolm Champion (ur. 12 listopada 1883 na wyspie Norfolk, zm. 26 lipca 1939 w Auckland) – nowozelandzki pływak, uczestnik igrzysk w Sztokholmie, gdzie zdobył złoty medal w sztafecie 4 × 200 metrów stylem dowolnym dla reprezentacji Australazji.

## Kariera
Jako nastolatek przeniósł się z Norfolk do Nowej Zelandii, gdzie szybko stał się najlepszym pływakiem w kraju. Pomimo pięcioletniego zawieszenia za profesjonalizm, Champion zdobył 31 tytułów na dystansach od 100 jardów do 1 mili. Do Europy pojechał dwukrotnie: raz w 1911 roku na Festival of Empire (pierwowzór Igrzysk Imperium Brytyjskiego), drugi zaś w 1912 roku na igrzyska w Sztokholmie. Pełnił tam funkcje chorążego reprezentacji Australazji. Na dystansie 1500 m stylem dowolnym nie ukończył finałowego wyścigu, ale w sztafecie 4 × 200 m stylem dowolnym razem z Haroldem Hardwickiem, Leslie Boardmanem i Cecilem Healy zdobył złoto. Po zakończeniu kariery sportowej, został trenerem pływackim.